# Lactarius distantifolius
Lactarius distantifolius é um fungo que pertence ao gênero de cogumelos Lactarius na ordem Russulales. Encontrado em Chiang Mai (província no norte da Tailândia), foi descrito como nova espécie para a ciência em 2010. Os corpos frutíferos do fungo foram encontrados em plantações de Tectona.